# Sourzac
Sourzac település Franciaországban, Dordogne megyében. Lakosainak száma 1127 fő (2022. január 1.). Sourzac Douzillac, Neuvic, Saint-Séverin-d’Estissac, Issac, Bourgnac, Mussidan, Saint-Front-de-Pradoux és Saint-Louis-en-l’Isle községekkel határos.

## Népesség
A település népessége az elmúlt években az alábbi módon változott:
| Lakosok száma | 1015 | 1020 | 1011 | 1078 | 1107 | 1108 | 1107 | 1107 | 1111 | 1127 |
|               | 1968 | 1982 | 1990 | 2006 | 2013 | 2015 | 2017 | 2019 | 2020 | 2022 |